# Triberg im Schwarzwald
Triberg im Schwarzwald là một thị xã trong bang Baden-Württemberg, Đức. Đô thị này thuộc huyện Schwarzwald-Baar trong rừng Đen. Dân số cuối năm 2006 là 5178 người. Các thác nước Triberg, một loạt các thác nước ngắn trên sông Gutach, thuộc loại các thác cao nhất Đức.

## Hình ảnh

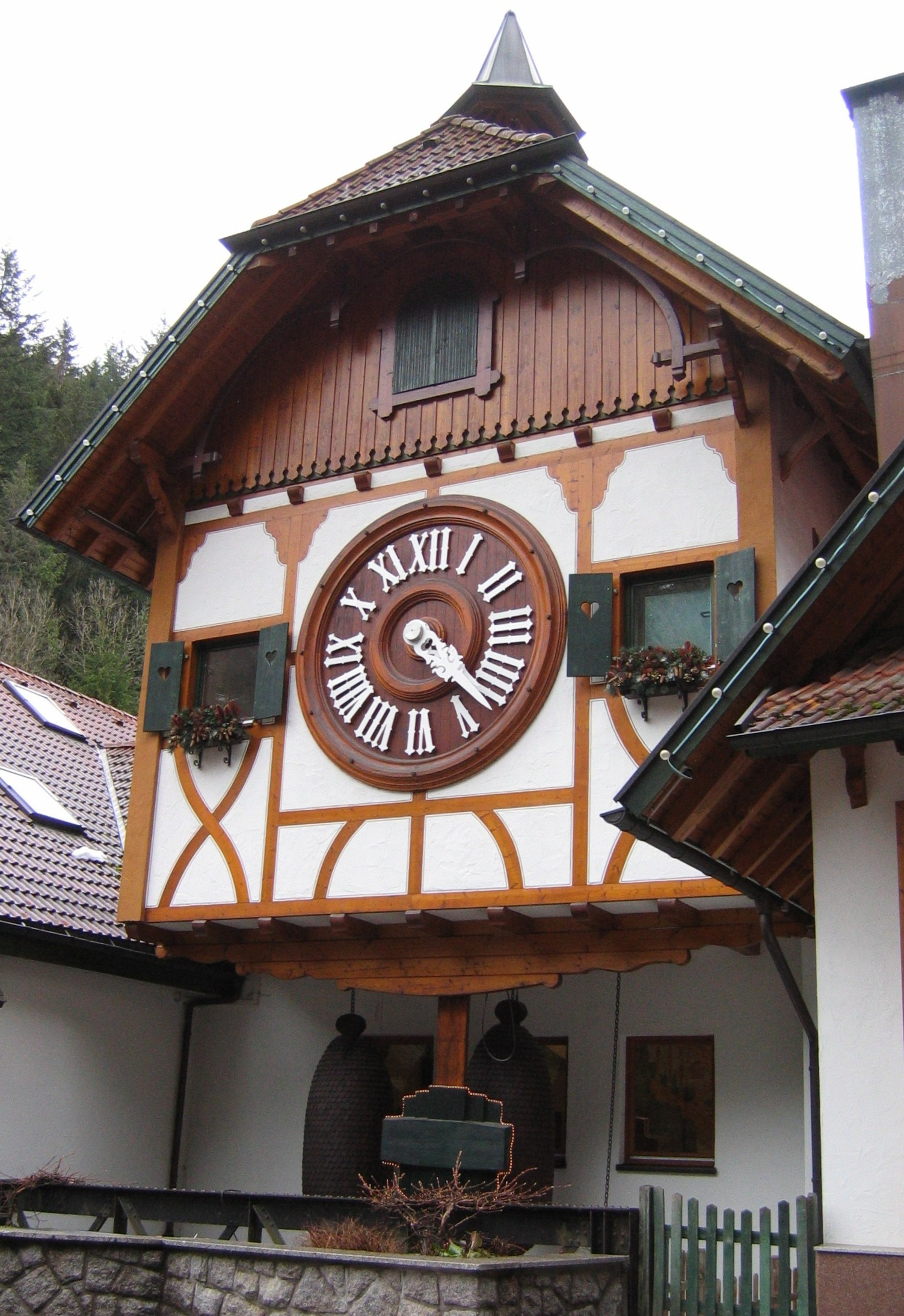
Đồng hồ ở Triberg
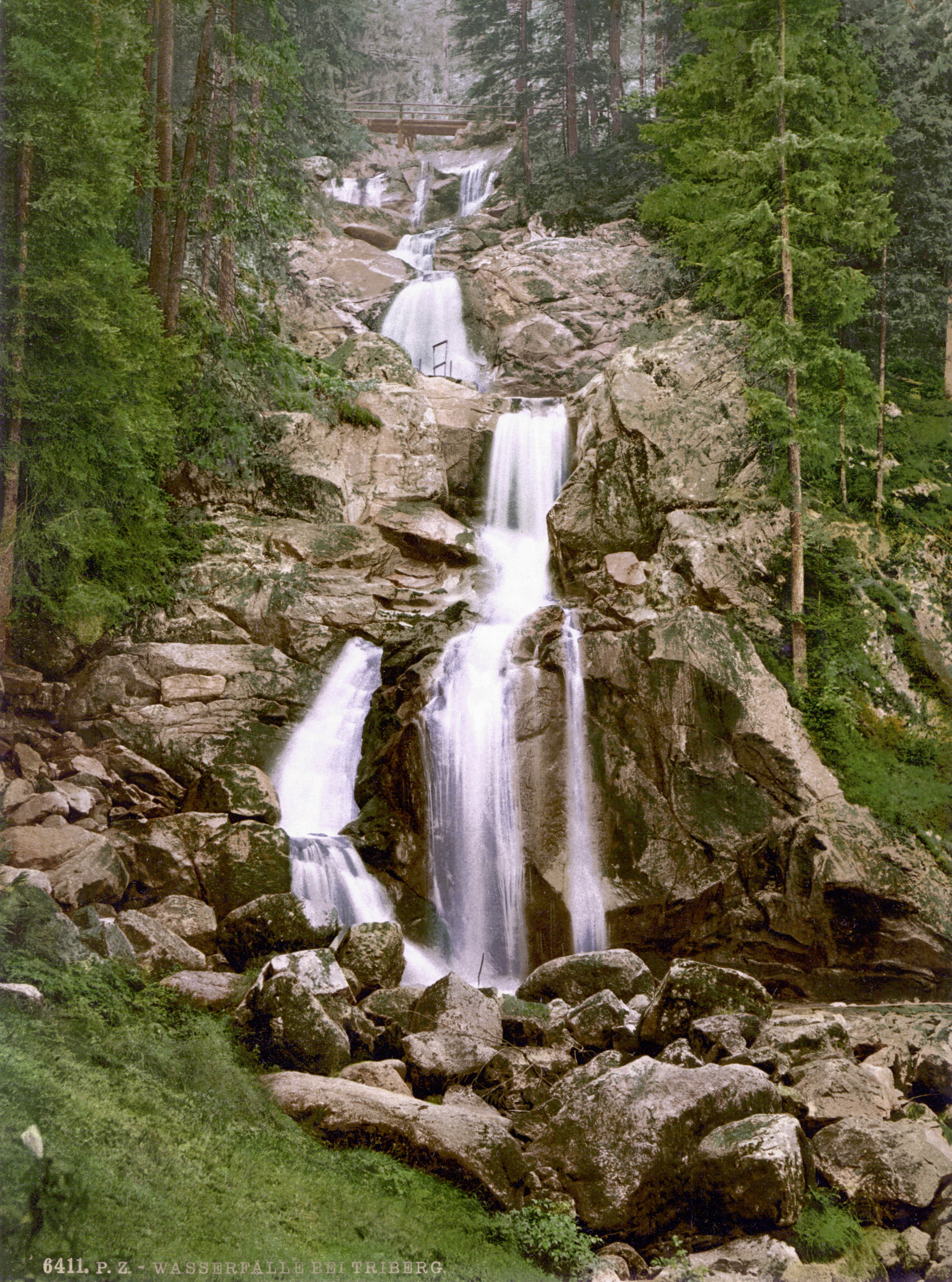
Thác nước vào năm1900
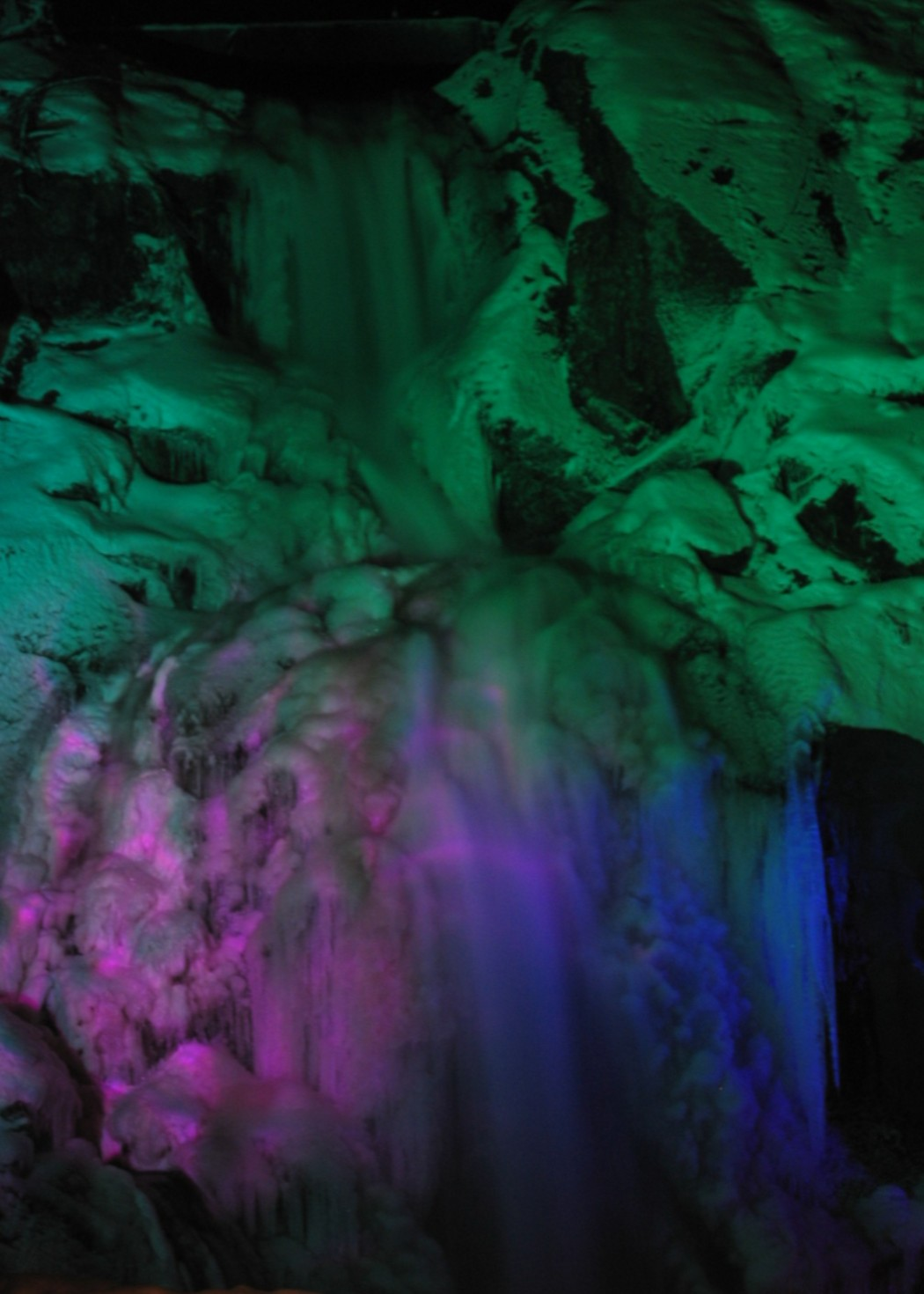
Thác nước vào mùa Đông